# 道路法
道路法（どうろほう、昭和27年6月10日法律第180号）は、道路に関する法律である。
国土交通省（旧・建設省）道路局路政課が所管している。

## 概要
道路の定義から整備手続き、管理や費用負担、罰則等まで定める道路に関する事項を定めており、公法、行政法、公物・営造物法に分類される。現行のものは、1952年6月10日公布されたもので、この項目において、単に「法」または「現行法」という。
この法律の目的は「道路網の整備を図るため、道路に関して、路線の指定及び認定、管理、構造、保全、費用の負担区分等に関する事項を定め、もつて交通の発達に寄与し、公共の福祉を増進すること」（法1条）としている。所管省は国土交通省である。道路網の整備により、交通ネットワークとしての機能を充実させることを意図しており、道路法ではこれを実現するための道路を4種類に分類して法律で規定している。
道路法で規定する4種類の道路とは、高速自動車国道、一般国道、都道府県道および市町村道のことで（法3条）、それぞれの指定・認定の要件を定めている。また道路は、都市や拠点を連絡するように構成されており、連絡レベルによって道路の種類を階層化している。
日本で一般概念上は「道路」であっても、道路法に基づかない道路もあり、林道や農道などはその代表例である。そのため、道路法はすべての道路を対象にしているものではないが、重要なものをほとんど対象にしていると考えることができる。

## 道路の指定・認定要件
道路法における道路では、
1. 高速自動車国道
2. 一般国道
3. 都道府県道
4. 市町村道

の4つに区分している。
それぞれの道路の指定・認定の要件を大まかに説明すれば、
- 一般国道は、高速自動車国道と併せて全国的な幹線道路網を構成する道路で、主要な都市または特定の港湾・重要な飛行場などの施設を連絡するものであること[1]。具体的な要件は法第5条1項で定められており、政令で路線が指定される[5]。
- 都道府県道は、一般国道に対して地方の幹線道路網を構成する道路で、複数の市町村を結び、あるいは重要港湾や地方港湾、飛行場、停車場などの施設を連絡するもの[1]。具体的な要件は法第7条1項で定められており、都道府県知事が都道府県議会の議決を経て路線が認定される[5]。
- さらに市町村道では、これら以外のすべての道路を対象とするので、施設などの連絡というよりも、末端道路として網目状に張り巡らせて生活道路としての役割を期待している[1]。市町村長が市町村議会の議決を経て路線が認定される[5]。

これらから、道路法では、都市や種々の拠点を連絡することを道路指定の要件に挙げて定めており、連絡する都市や拠点の規模は道路の種類ごとに異なっていて、都道府県道よりも一般国道のほうが高く設定されている。また、一般国道と都道府県道の指定・認定要件は以下の列挙のように詳しく規定している一方で、高速自動車国道については、道路法とは別に高速自動車国道法の規定で路線の指定や整備計画について詳しく定めている。
一般国道
- 国土を縦断・横断・循環し重要都市を連絡する道路（1号要件）
- 1号要件の道路から、重要都市または10万人以上の都市を連絡する道路（2号要件）
- 1号要件の道路から、2つ以上の市を連絡する道路（3号要件）
- 1号要件の道路から、国際拠点港湾や重要な飛行場などを連絡する道路（4号要件）

都道府県道
- 市または人口5000人以上の町などの主要地を連絡する道路（1号要件）
- 主要地から重用港湾、地方港湾、飛行場などの主要施設を連絡する道路（1号要件）
- 2つ以上の市町村を経由し主要地や主要施設を連絡する道路（4号要件）

法第9条に基づき、都道府県や市町村度の路線を認定する時は都道府県知事や市町村長が路線名・起点・終点・重要な経由地を公示する。また、法第10条に基づき路線の廃止や変更を行うことができる。

## 道路の管理
旧道路法（1919年の大正8年法律第58号。以下「旧法」という。）では、道路は国の公物とされたが、現行法では国道（高速自動車国道および一般国道）のみを国の公物とし、都道府県道・市町村道はそれぞれ都道府県・市町村の公物としている。
私道であっても行政が指定または認定されれば道路法に基づく道路とすることができる。
道路を常に良好な状態に維持し、交通の安全と円滑が図れるように法42条から法46条で道路管理者の義務、道路利用者の義務や各種の規制措置が規定されている。
人為的に作られる公物（人工公物）であるという道路の性質上、整備に当たっては、路線の指定・認定、道路区域の決定・変更、供用の開始・廃止など、段階に応じ、詳細な規定を設けている。
なお、外国語表記については、ローマ字（ヘボン式）の綴り方・表記などを示している。

### 道路の供用
路線が指定または認定されると遅滞なく道路区域が決定され、法第18条に従い公示および縦覧が行われる。「道路区域」とは道路法が適用する範囲を明確にしたもので、道路を構成する敷地を幅員や延長で示す。この道路区域の決定は道路管理者が所有権や地上権などの権原の取得を行っていなくても可能で、一般の交通の供用が開始されるまでは法91条に基づき道路管理者が土地についての権原の取得有無に関係なく無許可で土地の形質の変更、工作物の改築、増築、修繕などの行為が禁止される。
道路の建設が完了し、一般の交通に開放することを供用の開始とし、法18条により道路の供用開始または廃止する場合はその旨を公示および縦覧しなければならない。
道路が供用している間、一般利用者に対する管理瑕疵については、国家賠償法の適用が認められる。路線の廃止・変更により、供用が廃止された場合は、新たに別の公物として利用されるなどの特別な場合を除き、最後に道路を管理していた道路管理者が、一定の期間管理を行い、管理期間終了後は、適正に処分できる。
道路の供用廃止はバイパス道路の新設や橋の架け替え、山間部で極めて利用者が少ない路線において実施され、一度廃止が行われると道路として使えなくなる。管理期間終了後も、別の管理者または所有者に管理権または所有権が移転するまでは、従来の管理者（最後に道路を管理していた道路管理者）が廃道敷の（通常の土地所有者としての）管理の義務を負うこととなる。この段階では、通常、一般利用者の立ち入りは制限され、特殊な場合を除き、一般利用者に対する国家賠償法の適用はない。

### 道路の占用
道路は自由に使用できることが原則であるが、掘削して地下埋設物を設置するなど一般的な利用方法を超えた使用をする場合は第32条・第33条に基づき道路管理者の許可などが必要となる。

### 立体道路制度

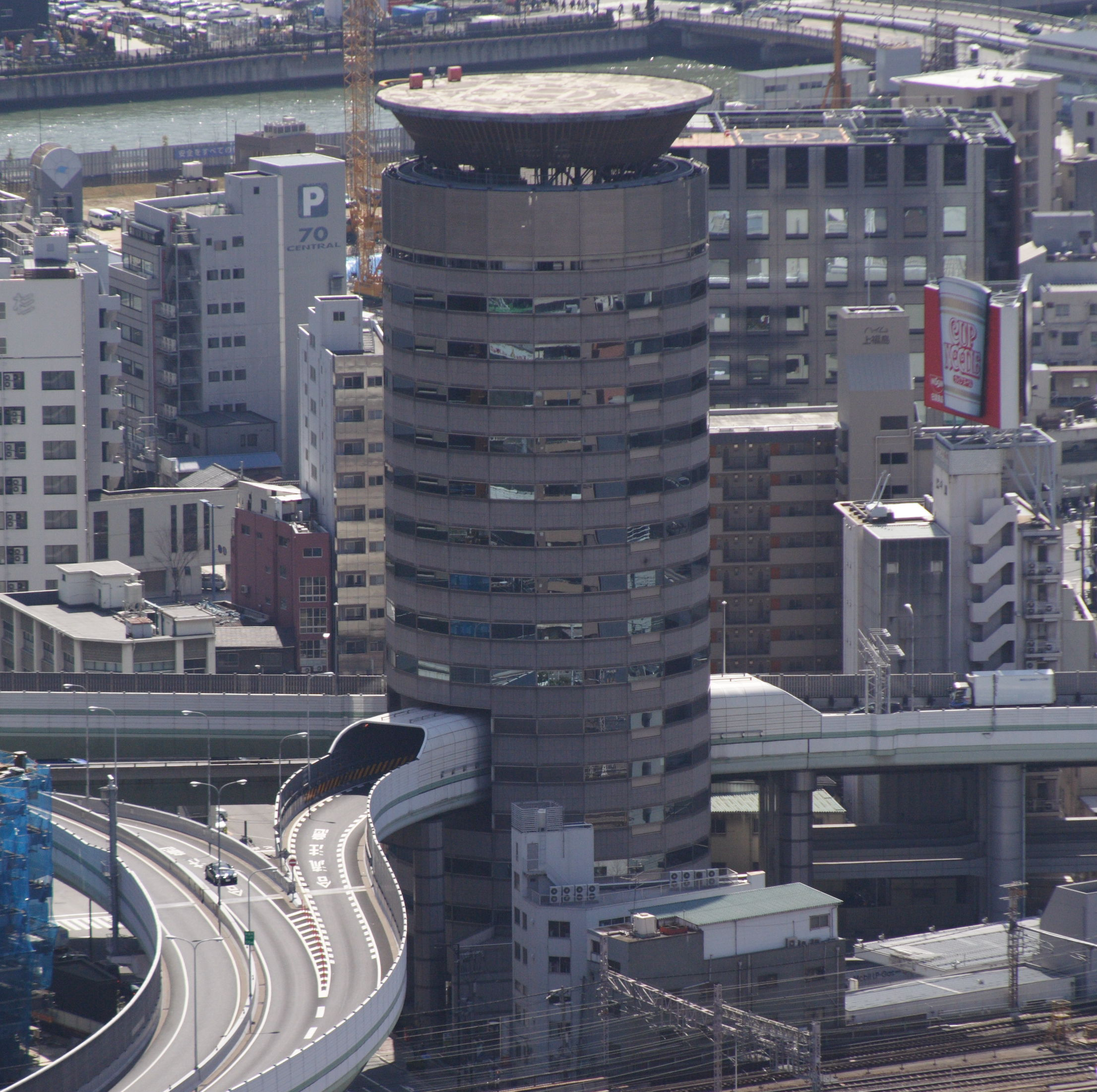
立体道路制度を用いてビルを貫通する形で道路を建設した事例（大阪市福島区のTKPゲートタワービル）

道路管理者は道路の整備にあたって必要な土地を買収することを原則としているが、地権者の要望が強く用地取得が困難な場合、法47条・法48条により地権者との協議を経て道路として確保する必要のある空間（立体的区域）を定めることができる。

### 費用負担
法第49条に基づき道路を管理するための費用は当該道路を管理する道路管理者が負担しなければならない。すなわち、一般国道の指定区間は国、一般国道の指定区間外は都道府県、その他の道路は道路管理者である都道府県や市町村がそれぞれ費用を負担するのが原則である。ただし、道路法そのものや高速自動車国道法などの特別法に例外規定があるため、実際の費用負担は複雑な関係となっている。

## 構成
- 第1章 総則
- 第2章 一般国道等の意義並びに路線の指定及び認定
  - 第5条（一般国道の意義及びその路線の指定）
  - 第7条（都道府県道の意義及びその路線の指定）
- 第3章 道路の管理
  - 第1節 道路管理者
  - 第2節 道路の構造
  - 第3節 道路の占用
  - 第4節 道路の保全等
  - 第5節 道路の立体的区域
  - 第6節 自動車専用道路
  - 第7節 自転車専用道路等
  - 第8節 重要物流道路
  - 第9節 歩行者利便増進道路
  - 第9節の2 防災拠点自動車駐車場
  - 第10節 特定車両停留施設
  - 第11節 利便施設協定
  - 第12節 自動車駐車場等運営事業
  - 第13節 指定登録確認機関
  - 第14節 道路協力団体
- 第4章 道路に関する費用、収入及び効用負担
- 第5章 監督
- 第6章 社会資本整備審議会の調査審議等
- 第7章 雑則
- 第8章 罰則
- 附則

## 用語
- 道路台帳（28条）
- 沿道区域（44条）
- 道路保全立体区域（48条）
- 利便施設協定（48条の19）
- 道路予定区域（91条）

## 旧・道路法
1890年代前半に内務省は道路に関する統一法規を制定しようとしたが、これを実現し法定化することはできなかった。戦前の内務省が管轄する公共設備として、大別すると河川と道路があったが、河川は旧・河川法が1896年（明治29年）に成立して国と地方自治体の責任区分が法定化されたのに対し、旧・道路法のほうは約23年遅れて1919年（大正8年）に初めて成立して、国と地方自治体両者の責任と費用区分が法定化された。このように法定化が遅れた背景には、当時の国策として陸上交通は道路よりも鉄道が優先されていた時代であり、道路が等閑視されていたのが最大の理由だとされている。
当時の日本の道路事情は劣悪で、特に酷いところでは馬が道路上のぬかるみに足を取られて体が埋まってしまうほどであったと伝えられ、その一方、20世紀初頭から自動車の輸入が始まっており、旧・道路法成立の時期には全国で約5,000台にまで普及していた。旧・道路法制定に伴って、その翌年の1920年（大正10年）に施行細目として旧・道路構造令が定められ、道路構造設計にあたり、初めて自動車交通が基準として考慮された。道路構造令はその後1971年（昭和46年）に全面改正された。